# Juan Martínez de la Sierra
Juan Martínez de la Sierra (m. 16 de febrero de 1374) fue un religioso castellano que estuvo al servicio del cardenal Gil de Albornoz, fue catedrático de la Universidad de Salamanca, después obispo de Orense (1367-1370), y terminó su vida a cargo de la Diócesis de Segovia, siendo su obispo entre 1370 y 1374.

## Al servicio de Gil de Albornoz
Los cronistas no recogen su fecha y lugar de nacimiento, ni tampoco sus orígenes familiares. Se doctoró en decretos en alguna universidad, apareciendo por primera vez en el año 1351 con este grado, ejerciendo el cargo de catedrático de la Universidad de Salamanca.
En fecha desconocida entró al servicio del poderoso cardenal Gil de Albornoz, formando parte del casi medio centenar de personas que componían su séquito personal. Siendo ya su auditor el 21 de julio de 1353, solicitó para él la canonjía de Toledo. Hasta el año 1354 gozó de la dignidad eclesiástica de decano de la colegiata de Santa María de Talavera de la Reina, año en que quedó vacante por haberle sido concedida la chantría de la catedral de Salamanca.
Un nuevo intento del cardenal por favorecer a su auditor se realizó en 1355, cuando elevó súplica a Inocencio IV, para que recibiese los prestimonios que primero vacasen en la Iglesia de Salamanca, que el pontífice acepta, a pesar de gozar ya una canonjía y prebenda, junto con la chantría en Salamanca, unos beneficios en la iglesia de Santa María Magdalena de Torrelaguna y otra canonjía y prebenda con beneficios en la catedral de Burgos, que perteneció a Juan Ruiz de Cisneros, identificado por algunos autores como Juan Ruiz, arcipreste de Hita, autor del Libro de buen amor. Entonces mantenía su cargo de auditor del cardenal, de quien también era capellán. Un año después, en 1356, sucedió a Martín Sánchez en el deanato de Salamanca, y se mantuvo en el cargo hasta el 29 de noviembre de 1371, que fue nombrado como su sucesor Raimundo Godino.

## Obispo de Orense
La siguiente noticia acerca de su carrera eclesiástica es su nombramiento como obispo de Orense, aunque el actual episcopologio oficial de su diócesis no lo reconoce. Pese a ello, el pontífice Urbano V lo designó para dicha silla episcopal mediante su bula de 15 de enero de 1367, en la que le refiere como «decanum ecclesie Salamantine, decretorum doctorem, in sacerdocio constitutum, vite ac monum honestate decorum», Es reconocido como tal obispo por varios autores, que incluso encuadran su gobierno en la diócesis entre el 15 de enero de 1367, coincidiendo con la bula de Urbano V, y el 3 de octubre de 1370. En la lista de obispos de la diócesis, al menos tres historiadores citan a un Martín de la Sierra, que podría identificarse como la misma persona, considerando la similitud entre sus nombres y la coincidencia temporal. El cronista Gil González Dávila en su obra lo define como canciller mayor del príncipe don Juan (futuro Juan I de Castilla), sitúa su gobierno tras el de Juan García Manrique y sostiene que su memoria en la diócesis alcanza hasta 1379. También es recogido por Juan Muñoz de la Cueva, que reitera el cargo de canciller mayor, lo sitúa en la diócesis en 1377 y sostiene que el rey Juan I le concedió muchos privilegios, y por Gregorio de Argaiz, que lo cita el año 1378, pero Enrique Flórez desmiente a los tres y hace imposible su gobierno, por lo que lo elimina del episcopologio.
Sobre su mandato en Orense y la identificación del personaje Martín de Sierra con el propio Juan Martínez de la Sierra, argumenta Ana Arranz Martín en su trabajo, lo da por válido y escribe a favor de su gobierno: «Sobre su paso por Orense ha existido bastante desconcierto, quizá por la brevedad de su gobierno en la diócesis –el 3 de octubre de 1370 fue trasladado a Segovia– lo que ha llevado a confundirle, en ocasiones, con su sucesor don Juan García Manrique. Pero se trata de don Juan de la Sierra, un eclesiástico especialmente culto, hombre de confianza del Papa y asiduo, por tanto, en su corte, lo que explica la cantidad de comisiones de las que formó parte, tanto por mandato de Urbano V como de Gregorio XI».

## Obispo de Segovia
Su último cargo eclesiástico fue el gobierno de la Diócesis de Segovia, para lo que fue designado el 3 de octubre de 1370. Gil González Dávila lo refiere como «varón eminente en letras, que mereció por ellas el renombre de Dotor de Dotores, que es lo mismo que Maestro de los Maestros». Como obispo de Segovia, se sabe que celebró sínodo diocesano, pero se desconoce la fecha en la que tuvo lugar.
Falleció gobernando la diócesis el 16 de febrero de 1374, sin que se tenga constancia del lugar de su enterramiento.
| Predecesor: Alfonso Pérez Noya | Obispo de Orense 15 de enero de 1367 - 3 de octubre de 1370    | Sucesor: Juan García Manrique |
| Predecesor: Martín de Cande    | Obispo de Segovia 3 de octubre de 1370 – 16 de febrero de 1374 | Sucesor: Gonzalo de Aguilar   |